# 普通江区域
普通江區域（朝鲜语：／ Pothonggang guyŏk */?）是朝鮮民主主義人民共和國首都平壤直轄市的一個區域，位於市中心以西。四周為普通江下游新舊河道圍繞。
2008年人口105,180人。下分15洞。